# 夏贺良
夏贺良（？—前5年），西汉方士。重平县（今河北省吴桥县东）人。
甘忠可的弟子。汉哀帝时为待诏，作谶文，说汉朝气数将尽，应该改换年号。汉哀帝大赦天下，改建平二年为太初元将元年，帝号为「陈圣、刘太平皇帝」。后来哀帝察覺其教義無效，以不道惑众之罪杀之。